# ۸ محرم
۸ محرم، هشتمین روز از ماه محرم در تقویم هجری قمری است.
در تقویم هجری قمری قراردادی این روز هشتمین روز سال است.

## زادگان
- «ابوسهل کوهی» ریاضی‌دان و منجم ایرانی (۳۲۹ ق)

## درگذشتگان
- «آیت اللَّه ملاعلی زنجانی» (۱۲۹۰ ق)